# Baza huppard
Aviceda leuphotes
Espèce
Statut de conservation UICN

 LC  : Préoccupation mineure
Statut CITES
Le Baza huppard (Aviceda leuphotes) est une espèce d'oiseau de proie de la famille des Accipitridae.
Le baza est insectivore.
On le trouve en Inde dans le Dékan, dans l'Himalaya, dans la péninsule indochinoise et en Chine et il fréquente les bois et forêts tropicales.

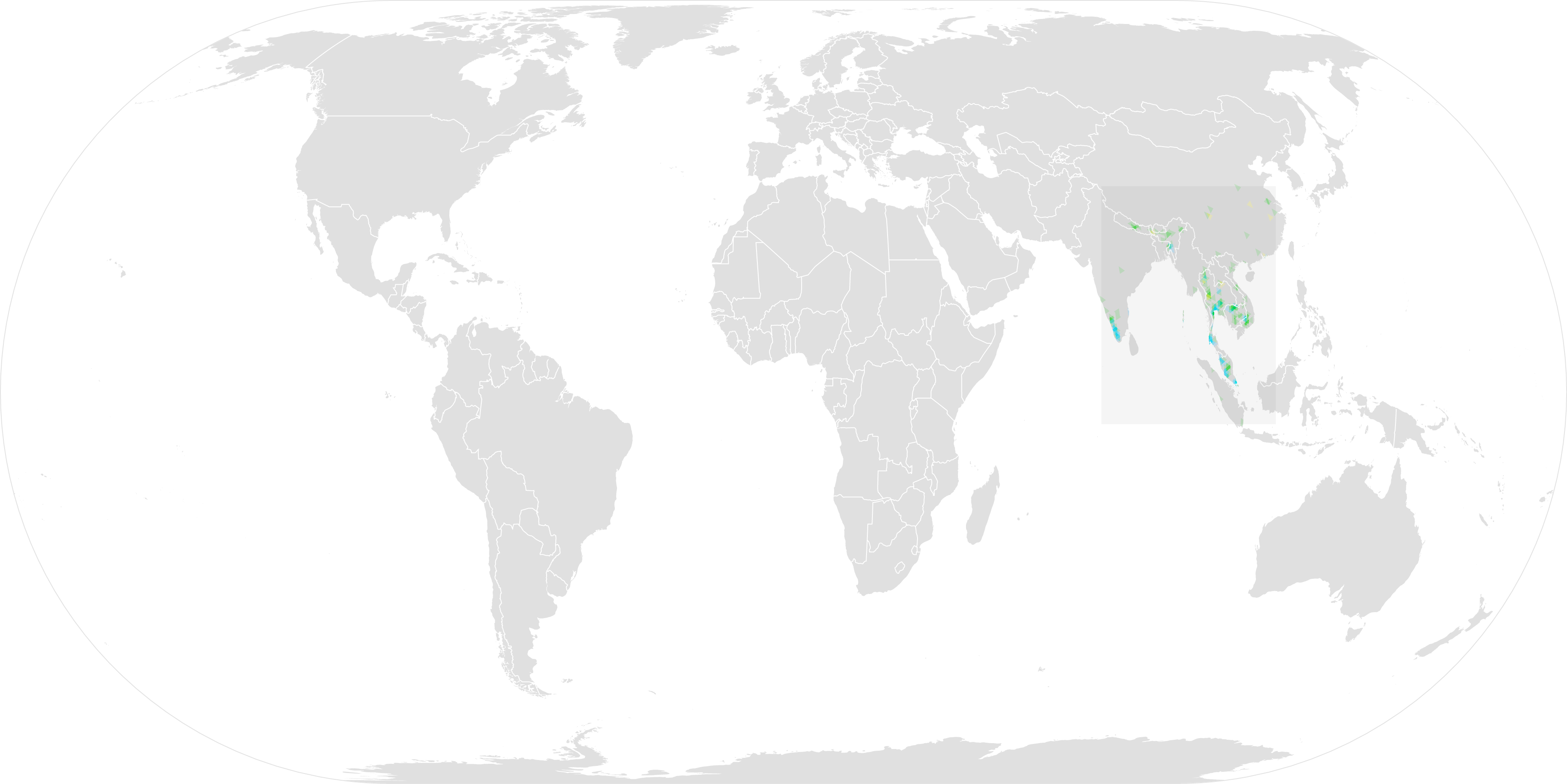
Aire de répartition du Baza huppard.

## Sous-espèces
D'après Alan P. Peterson, cette espèce est constituée des quatre sous-espèces suivantes :
- Aviceda leuphotes syama (Hodgson, 1837) ;
- Aviceda leuphotes leuphotes (Dumont, 1820) ;
- Aviceda leuphotes andamanica Abdulali & Grubh, 1970.

Aviceda leuphotes wolfei Deignan, 1948 est incluse avec  Aviceda leuphotes syama.